# Euphorbia rigida
Euphorbia rigida es una especie de fanerógama perteneciente a la familia de las euforbiáceas. Es nativa del norte de África, sur de Europa, Turquía e Irán.

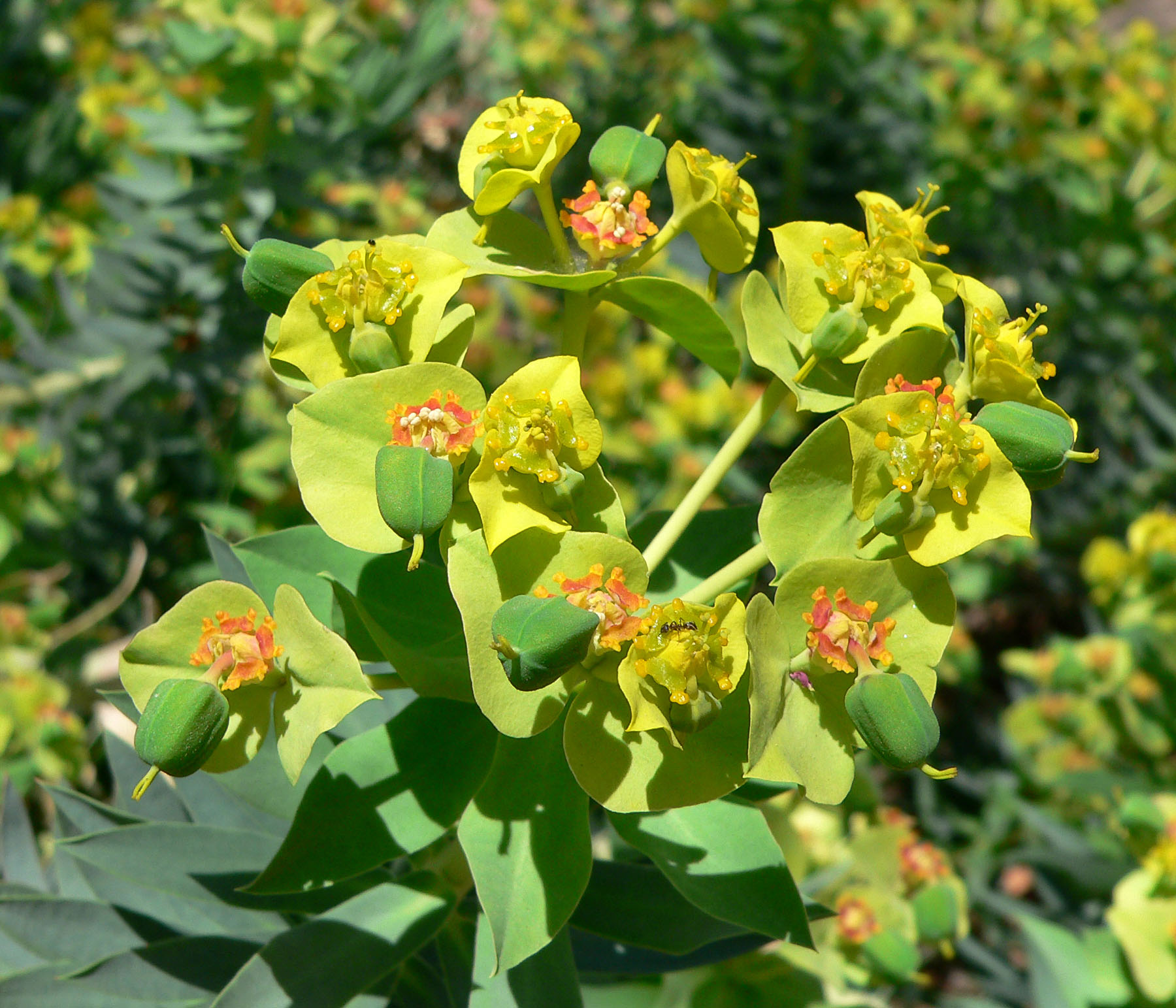
Detalle de la flor en ciato

## Descripción
Se trata de una planta suculenta arbustiva  con las inflorescencias en ciatios.
Los estadounidenses y los británicos suelen utilizarla en sus jardines. Es una planta de floración de primavera. Las heridas de las plantas filtran una savia lechosa que puede causar irritación de la piel.

## Usos
Se han realizado investigaciones sobre el uso de Euphorbia rigida como combustible bio. Se ha demostrado que producen 137 litros de aceite por hectárea.

## Taxonomía
Euphorbia rigida fue descrita por M.Bieb. y publicado en Flora Taurico-Caucasica 1: 375. 1808.
Etimología
Euphorbia: nombre genérico que deriva del médico griego del rey Juba II de Mauritania (52 a 50 a. C. - 23), Euphorbus, en su honor – o en alusión a su gran vientre –  ya que usaba médicamente Euphorbia resinifera. En 1753 Carlos Linneo asignó el nombre a todo el género.
rigida: epíteto latino que significa "rígida".
Sinonimia
- Galarhoeus rigidus (M.Bieb.) Haw. (1812).
- Tithymalus rigidus (M.Bieb.) Soják (1972).
- Euphorbia suffruticosa Forssk. (1775).
- Euphorbia pungens Banks & Sol. in Al.Russell (1794), nom. illeg.
- Euphorbia biglandulosa Desf. (1808).
- Tithymalus biglandulosus (Desf.) Haw. (1812).
- Euphorbia phlomos Candargy (1897).
- Euphorbia biglandulosa var. mauretanica Maire (1929).[8][9]